# ۱۷۹۹
۱۷۹۹ (میلادی) هزار و هفتصد و نود و نهمین سال تقویم میلادی است.

## رویدادها
اتمام  انقلاب کبیر فرانسه به تعابیری
در این تاریخ سلسله خوارزمشاهیان حاکمان اکثر مناطق امروزی ایران زمین بودند و پادشاه ایران زمین علاءالدین تکش بود

## زادگان
- ۲۰ مه - انوره دو بالزاک، نویسنده فرانسوی و یکی از بنیانگزاران مکتب رئالیسم در ادبیات اروپا.
- ۶ ژوئن - الکساندر پوشکین، شاعر و نویسندهٔ روسی سبک رومانتیسیسم.
- ۴ ژوئیه - اسکار اول، پادشاه سوئد و نروژ.
- ۸ مارس – سایمون کامرون، سیاست‌مدار و دیپلمات آمریکایی (د. ۱۸۸۹)
- ۲۲ مارس – فریدریش ویلهلم ارگلاندر، ستاره‌شناس آلمانی (د. ۱۸۷۵)
- ۲۹ مارس – ادوارد اسمیت دربی، سیاست‌مدار بریتانیایی (د. ۱۸۶۹)

## درگذشتگان
- ۱۴ دسامبر - جورج واشنگتن، از رهبران انقلاب آمریکا و نخستین رئیس‌جمهور این کشور.
- ۲۲ ژانویه – هورس بندیکت دو سوسور، فیزیک‌دان سوئیسی (ز. ۱۷۴۰)
- ۱۹ فوریه – ژان-شارل د بردا، ریاضی‌دان، فیزیک‌دان، و مهندس فرانسوی (ز. ۱۷۳۳)
- ۲۴ فوریه – جرج کریستف لیختنبرگ، ستاره‌شناس، فیزیک‌دان، نویسنده، و دانشمند آلمانی (ز. ۱۷۴۲)
- ۶ ژوئن – پاتریک هنری، سیاست‌مدار و وکیل آمریکایی (ز. ۱۷۳۶)
- ۴ اوت – جان بیکن، مجسمه‌ساز بریتانیایی (ز. ۱۷۴۰)
- ۲۴ اکتبر – کارل دیترس فن دیترسدرف، آهنگساز اتریشی (ز. ۱۷۳۹)
- ۶ دسامبر – جوزف بلک، شیمی‌دان بریتانیایی (ز. ۱۷۲۸)